# Quzhou
Quzhouⓘ ((zh) ) is een stad in de gelijknamige prefectuur in de oostelijke provincie Zhejiang, Volksrepubliek China. Hangzhou grenst in het noorden van Quzhou, Jinhua in het oosten en Lishui in het zuidoosten en de provincies Fujian, Jiangxi en Anhui in het zuiden, zuidwesten en noordwesten respectievelijk.
Bij de volkstelling van 2020 had de stad zelf 576.688 inwoners. De prefectuur had 2.276.184 inwoners.